# Spanische Badmintonmeisterschaft 1987
Die Spanische Badmintonmeisterschaft 1987 fand in Sabiñánigo statt. Es war die sechste Austragung der nationalen Titelkämpfe von Spanien im Badminton.

## Titelträger
| Disziplin    | Sieger                               |
| ------------ | ------------------------------------ |
| Herreneinzel | Juan Amaro                           |
| Dameneinzel  | Maria Emilia Gómez                   |
| Herrendoppel | Javier Vidal Ángel Fernández         |
| Damendoppel  | Aída Rodríguez Maria Emilia Gómez    |
| Mixed        | Pedro V. Blach María Jesús Rodríguez |